# Atletismo nos Jogos Pan-Americanos de 1959 - 1500 m masculino
A prova dos 1500 m masculino nos Jogos Pan-Americanos de 1959 foi realizada em Chicago, Estados Unidos.

## Medalhistas
| Ouro                              | Prata                         | Bronze                      |
| Dyrol Burleson USA Estados Unidos | Jim Grelle USA Estados Unidos | Ed Moran USA Estados Unidos |

## Resultados
| Posição           | Nome           | Nacionalidade      | Tempo  | Notas |
| ----------------- | -------------- | ------------------ | ------ | ----- |
| Medalha de ouro   | Dyrol Burleson | USA Estados Unidos | 3:49.1 |       |
| Medalha de prata  | Jim Grelle     | USA Estados Unidos | 3:49.9 |       |
| Medalha de bronze | Ed Moran       | USA Estados Unidos | 3:50.1 |       |
| 4                 | Ramón Sandoval | CHI Chile          | 3:51.9 |       |
| 5                 | Randy Matson   | CAN Canadá         | 3:54.0 |       |
| 6                 | José Luna      | MEX México         | 3:58.1 |       |
| 7                 | Ralph Gomes    | GUY Guiana         | 4:00.5 |       |
| 8                 | Alfredo Tinoco | MEX México         | 4:01.1 |       |